# The Bourne Identity
The Bourne Identity (titulada El caso Bourne en España, Identidad desconocida en Hispanoamérica y La identidad de Bourne en Chile) es un film de acción estadounidense del año 2002, dirigido por Doug Liman y protagonizado por Matt Damon y Franka Potente. Es la primera entrega de una saga de películas basadas en las novelas del escritor Robert Ludlum.
Basado muy libremente en la novela de Robert Ludlum (que originalmente, la historia se desarrollaba en los años 70, durante la Guerra Fría), The Bourne Identity es la historia de un hombre herido rescatado por un barco pesquero y en cuya enfermería le curan. Sufre amnesia y empieza a tratar de reconstruir su memoria sobre la base de indicios, como la cuenta bancaria en Suiza, el cual es hallado en un implante en su propia cadera. Pronto se da cuenta de que está siendo perseguido, y huye con Marie en una búsqueda para descubrir quién es.

## Argumento
En el Mar Mediterráneo, cerca de Marsella, pescadores italianos rescatan a un hombre estadounidense (Matt Damon) inconsciente que estaba flotando a la deriva con dos heridas de bala en su espalda. El médico del barco encuentra un pequeño proyector láser implantado quirúrgicamente bajo la piel del hombre. Al recuperar la consciencia, descubre que padece amnesia. Al percatarse del proyector láser, lo activa, mostrando un número de cuenta bancaria en Zúrich (Suiza). Aunque posee destrezas excepcionales y habla con fluidez varios idiomas, no puede recordar nada acerca de su identidad o de hechos anteriores a su rescate. Al desembarcar, se dirige a Suiza, siguiendo la pista de la cuenta bancaria.
En la sede de la CIA en Langley (estado de Virginia, en Estados Unidos), el director adjunto Ward Abbott (Brian Cox) le reprocha a Alexander Conklin (Chris Cooper) el hecho de no haberle comunicado el fracaso de la última misión del Proyecto Treadstone, consistente en hacer parecer que el responsable por el asesinato de Nykwana Wombosi (Adewale Akinnuoye-Agbaje) fuera un miembro de su propio séquito.
Mientras tanto, en Zúrich, el hombre amnésico incapacita a dos policías en un combate cuerpo a cuerpo por intentar arrestarlo. A la mañana siguiente, visita un banco y abre la caja de seguridad con el número del proyector. Allí encuentra, entre otras cosas, un documento que le indica que su nombre es Jason Bourne, que tiene ciudadanía estadounidense, y que su domicilio se encuentra en París (Francia). También encuentra varios pasaportes con su foto y diferentes nombres, nacionalidades y domicilios; una gran cantidad de dinero de diversas clases de moneda, y un arma de fuego. Luego recoge todo poniéndolo dentro de una bolsa, excepto el arma. Al salir, comprueba que está siendo seguido por la policía suiza, razón que lo lleva a entrar a la embajada de los Estados Unidos. Una vez dentro, una mujer alemana, llamada Marie Helena Kreutz (Franka Potente), llama su atención al discutir ruidosamente con un empleado sobre un problema con su visa y de escasez de dinero. Después de ello, los oficiales, esta vez estadounidenses, intentan detenerlo, pero Bourne logra escapar. Fuera, se encuentra con Marie, y le ofrece veinte mil dólares a cambio de que lo lleve a la dirección de París en su coche. Marie acepta. 
Entretanto, Conklin, quien es el jefe de operaciones del Proyecto Treadstone, emprende la búsqueda de Bourne, gracias a una fuente infiltrada en el banco de Zürich, y contacta con tres agentes especializados para acabar con él: Castel (Nicky Naude), Manheim (Russell Levy) y el Profesor (Clive Owen). Después de comprobar las cámaras de vigilancia de la embajada, comienzan investigar a la tal Marie. La información es enviada a la casa de seguridad Preston, ubicada en París, donde se emite y difunde la orden de «Se busca» de Marie y Bourne.
Ambos llegan a la dirección de París. Bourne se comunica con el Hotel Regina presionando la tecla redial. Pregunta por Jason Bourne, pero le dicen que no tienen a nadie registrado con ese nombre. También pregunta por John Michael Kane, nombre que figura en uno de los documentos hallados en la caja de seguridad del banco de Zürich. Le informan que murió hace dos semanas, en un accidente automovilístico. Luego, Castel irrumpe en el apartamento, pero Bourne lo derrota. Marie encuentra carteles con su foto y la de Bourne de «Se busca» en la bolsa de Castel, mientras que él se arroja por una ventana, suicidándose. Después de lo sucedido, Marie ingresa en un estado de shock, lo que no le impide escapar junto con Bourne. No pasará mucho tiempo antes de que las autoridades francesas los persigan, pero consiguen escapar ocultándose en un garaje subterráneo.  
Wombosi había contactado con la policía sobre el atentado contra su vida. Sabía que el que había intentado asesinarlo se llamaba John Kane. Acudió a una morgue de Francia para reconocer el cuerpo, y comprobó que no era el de él. El cadáver había sido colocado por orden de Conklin para despistar a Wombosi. Como resultado, el Profesor lo asesina con un rifle de francotirador en su residencia parisina. 
Ahora Bourne procura obtener información acerca de John Michael Kane, dirigiéndose al Hotel Regina, por lo que urde un plan haciendo entrar primero a Marie. El plan no prospera ya que Marie, astuta, se hace pasar por la asistente personal de Kane. Gracias a esto, obtiene números telefónicos y una copia de su número de cuenta bancaria. Posteriormente se dirigen al banco respectivo, y allí Bourne obtiene pruebas indudables (en especial, documentos sobre barcos) de que él es, además de Jason Bourne, John Michael Kane. Después de haber realizado una llamada telefónica, Marie le afirma que encontró el cadáver de Kane en una morgue de París, motivo por el cual se dirigen allí, siendo la misma que en su oportunidad visitó Wombosi. Bourne soborna al empleado de la morgue para poder ver el cadáver, pero resulta ser que no se encuentra allí. Para saber quién se lo llevó y su posible destino, arranca una de las hojas del libro de registro. Descubre que el visitante del cuerpo de Kane había sido Nykwana Wombosi, quien también figuraba en la documentación obtenida en el banco donde (su identidad como) Kane tenía la cuenta bancaria. Luego de haber ido a la residencia de Wombosi y supuesto su muerte, la confirma al leer los diarios. Pero más información le es revelada: antes de que lo asesinaran, Wombosi dijo a la policía que un hombre subió a su yate cerca de las costas de Marsella e intentó asesinarlo, y, antes de que éste huyera, le disparó dos veces en su espalda. Bourne entonces llega a la conclusión de que es un asesino. 
Con la gente de Conklin y las autoridades de París pisándoles los talones, los fugitivos se resguardan en la casa, ubicada en una campiña lejos de París, de un conocido de Marie, Eamon. Sin embargo, el equipo de Conklin rastrea su ubicación, y envían al Profesor para eliminar a Bourne, que llega a la mañana siguiente. Bourne se hace con una escopeta que encuentra en la casa, y flanquea al Profesor, pues estaba a la espera en una colina con un rifle de precisión. Luego le dispara dos veces, pero sin matarlo. Moribundo, le confiesa su conexión con Treadstone. Finalmente, muere. Este suceso persuade a Bourne de seguir por su cuenta, convenciendo a Marie de que se vaya con Eamon para esconderse lo mejor que pueda y entregándole a su vez bastante dinero. Bourne se pone en contacto con Conklin, utilizando el teléfono celular del Profesor, con el propósito de reunirse solo con él en París. 
Conklin llega al punto de reunión acordado, pero Bourne se da cuenta de que no ha cumplido con su palabra, ya que ha venido acompañado de un grupo de agentes. Luego, utilizando un rastreador que halló en el bolso del Profesor, localiza el escondite de Treadstone en París: la casa de seguridad Preston. En ella se encuentra con Nicky Parsons (Julia Stiles) y Conklin. Bourne le pregunta acerca de su identidad y Conklin le responde que pertenece al gobierno estadounidense, y lo define como un «arma inservible de treinta millones de dólares». Encolerizado, Conklin le pregunta a Bourne por lo sucedido en Marsella. Bourne comienza a recordar a través de sucesivos flashbacks sobre lo sucedido en su última misión: la de infiltrarse en el yate de Wombosi y asesinarlo. Obviamente no pudo, y el fracaso de la misión se debió a querer evitar que los hijos de Wombosi allí presentes vieran a su padre muerto. En su huida, Wombosi le dispara, y así es como Bourne termina siendo arrojado inconsciente al mar con dos heridas de bala en su espalda. Bourne le dice a Conklin que no quiere seguir siendo un asesino, y por eso deja Treadstone y le exige que no lo sigan buscando. Después mata a tres agentes que custodiaban el lugar y huye. Conklin sale del edificio y es asesinado por Manheim bajo órdenes de Abbott, con objeto de poner fin a Treadstone. Posteriormente, Abbot anuncia un nuevo proyecto en la CIA cuyo nombre en código es: «El Proyecto Blackbriar». 
Algún tiempo más tarde, Jason se reencuentra con Marie en su propio negocio de alquiler de scooters en Míkonos (Grecia). Con cierta ironía, Marie le pregunta si tiene su identificación, a lo que Bourne responde que no y la abraza.

## Personajes
- Matt Damon es Jason Bourne/David Webb.
- Franka Potente es Marie Helena Kreutz.
- Chris Cooper es Alexander Conklin.
- Brian Cox es Ward Abbott.
- Julia Stiles es Nicolette Nicky Parsons
- Clive Owen es El profesor.
- Adewale Akinnuoye-Agbaje es Nykwana Wombosi.
- Gabriel Mann es Danny Zorn.
- Nicky Naude es Castel.
- Russell Levy es Manheim.
- Walton Goggins es un analista de la CIA.

## Producción

### Guion
Cuando se hizo el guion, Robert Ludlum, el autor de la novela en la que se basa la obra cinematográfica y también productor ejecutivo de ésta, aceptó a que se hiciese una libre adaptación de su novela para que la historia pudiera atraer a una nueva generación de espectadores. Cabe también destacar, que Ludlum falleció un año antes del estreno de la película. Murió el 12 de marzo de 2001.
Más tarde el guionista de la película, Tony Gilroy, no pudo leer la novela original por orden del director de la película, ya que, desde el primer momento, le indicaron a Gilroy a que trabajara exclusivamente a partir de un esquema que Doug Liman había preparado. Para ello Liman se inspiró en la película Corre, Lola, corre (1998), cuya protagonista es Franka Potente, que interpreta a Marie en la película.

### Casting
Al principio se pensó en contratar a Russell Crowe, Matthew McConaughey, Sylvester Stallone y a Brad Pitt. De ellos Brad Pitt fue el mejor candidato, pero al final decidió hacer otra película y, de forma inesperada, Matt Damon recibió el papel del protagonista.

### Rodaje
La filmación de la película empezó en octubre de 2000 y acabó en febrero de 2001. Se filmó en Praga las escenas que supuestamente ocurren en Zúrich en la película y en París.

## Estreno
Originalmente la fecha de estreno original era el 7 de septiembre de 2001. Sin embargo, por una serie de problemas, el estreno fue retrasado hasta el 31 de mayo de 2002, sin embargo, luego de los atentados del 11 de septiembre de 2001, provocó que la cinta se retrasara indefinidamente, los productores estaban temerosos de que mostrar al gobierno de los Estados Unidos y la CIA como antagonistas principales en la historia podría hacer creer que la película fomentaba un sentimiento Antinacionalista y por ello querían regrabar la película, pero Matt Damon y el director Doug Liman convencieron a los productores de no realizar regrabaciones y lanzarla como ya había sido filmada, finalmente la película consiguió estrenarse el 14 de junio del mismo año. Se hizo así para evitar que esa película se estrenase al mismo tiempo que otra película en la que Matt Damon también tenía un papel que interpretar.

## Recepción
La obra cinematográfica se convirtió en un éxito inesperado de la temporada 2002. Dio por ello pie a que se filmaran luego un par de secuelas con los mismos protagonistas que aparecieron en esta película.
Hoy en día la película es valorada en los portales de información cinematográfica y entre la crítica profesional de forma positiva. Ein IMDb, con 552 298 votos registrados, el filme obtiene una media ponderada de 7,9 sobre 10. En Rotten Tomatoes la película tiene la consideración de "fresco" para el 84% de las 192 críticas profesionales, cuyo consenso resume "es una película con una fórmula perfecta de su género con imprevistos que cumple lo que promete e incluso un poco más", dándo al filme una valoración de 7 de 10, al igual que el 93 % de las más de 250 000 valoraciones de los usuarios del agregador, que la consideraron como "fresca", le dieron una valoración total de 4,2 de 5.

## Premios
- 2003 ASCAP Film and Television Music Awards Mejor banda sonora original: John Powell Ganador

- 2003 Academy of Science Fiction, Fantasy & Horror Films Mejor película: El caso Bourne Nominada

- 2003 American Choreography Awards Mejor coreografía en escenas de acción: Nick Powell Ganador

- 2003 Art Directors Guild Mejor película: El caso Bourne Nominada